# Таджикская литература
Таджикская литература (тадж. Адабиёти тоҷик) — литература на таджикском языке. До XV века часть персидской литературы. История самостоятельной таджикской литературы берет начало в XVI веке. Таджикскую литературу можно считать продолжением классической персидской литературы. Прежде всего и в основном это связано с культурной и исторической близостью таджикского народа с персами и другими ираноязычными народами Ирана, а также языковой близостью таджикского и персидского языков. Таджикская литература возникла из классической персидской традиции в новых исторических условиях.

## Ранняя история
Предшественником таджикской литературы была персидская литература IX—XV веков, в рамках которой литературное творчество персов и таджиков составляло единую традицию. С XVI века персоязычные народы начали разделяться по религиозным и политическим причинам, это вызвало выделение таджикской литературы в отдельную литературную область.
В истории таджикской литературы также можно отдельно отметить влияние общеиранских космогонических и героических эпосов, в том числе «Авесты», священной книги зороастрийской религии, а также советского периода в истории Таджикистана, принёсшего в таджикскую литературу интернациональные и революционные элементы. 
Признанным родоначальником классической таджикско-персидской литературы является Рудаки, бывший в юности народным певцом и музыкантом.
Одним из наиболее известных авторов таджикской литературы является Мухаммеджан Рахими, известный своми военными произведениями и переводами шедевров мировой литературы.

## Влияние русской культуры и начало нового этапа
Со второй половины XIX века и до начала XX века, в таджикской литературе проявляются просветительские течения, в значительной мере явившегося следствием прогрессивного и активного влияния русской культуры после присоединения Средней Азии к Российской империи.
В какой то степени основателем этого нового этапа и течения стал мыслитель, просветитель, философ, писатель и поэт, государственный деятель Бухарского эмирата — Ахмад Дониш (1827—1897). Он критиковал деспотичный и средневековый строй и законы Бухарского эмирата, выступал против средневековой схоластики и религиозных догм, пропагандировал изучение светских наук, выдвигал планы переустройства государственной системы по типу стран Европы. В идейном отношении особенно близки к Донишу были поэты и писатели Рахматулла Возех (1818—1894), Шамсиддин Шохин (1859—1893) и Мухаммад Хайрат (1878—1902). Таджикская просветительская литература отличалась реалистической направленностью, она ввела новые жанры в поэзию и прозу (реалистический рассказ, философско-романтическая повесть и другие) и сделала серьёзный и большой шаг к демократизации литературного таджикского языка.
В начале XX век такие писатели, как Садриддин Айни (1878—1954), Тошходжа Асири (1864—1916), Мирзо Сиродж (1877—1913) не только продолжили традиции просветительской таджикской литературы, но сделали многое для сближения литературы с жизнью простого народа, реалистически изображая общественно-социальные противоречия той эпохи, пропагандируя тягу к знаниям среди народа. Таджикский гафиз, певец народных песен Хикмат Ризо (1894—1990) основал школу гургулихони, то есть исполнения эпоса «Гуругли».